# الهه (فیلم ۱۹۷۰)
الهه (به هندی: Devi) فیلمی هندی محصول سال ۱۹۷۰ و به کارگردانی وی. مادهوسودانا رائو است. در این فیلم بازیگرانی همچون نوتان، سانجیو کومار، رحمان، محمود علی، آریونا ایرانی، فریده جلال، لالیتا پاوار، منموهان کریشنا و ساریکا ایفای نقش کرده‌اند.